# 키건 앨런
키건 앨런(Keegan Allen, 1989년 9월 22일 ~ )은 미국의 배우이다.

## 출연 작품
- 팔로우 미 (2020)
- 킹 코브라 (2016)
- 승부 없는 싸움 (2016)
- 프리티 리틀 라이어스 6 (2015)
- 더 헤이징 시크릿 (2014)
- 더 사운드 앤 더 퓨리 (2014)
- 프리티 리틀 라이어스 5 (2014)
- 부코스키 (2013)
- 팔로 알토 (2013)
- 프리티 리틀 라이어스 4 (2013)
- 프리티 리틀 라이어스 3 (2012)
- 프리티 리틀 라이어스 2 (2011)